# Charlie i la fàbrica de xocolata
Charlie i la fàbrica de xocolata (títol original en anglès: Charlie and the Chocolate Factory) és un llibre infantil escrit el 1964 per l'autor britànic Roald Dahl. El llibre és conegut pel seu llenguatge senzill i informal i per les seves detallades descripcions. Alguns l'han descrit com un llibre de ciència-ficció per a nens. Els altres llibres de Dahl mantenen el mateix estil.

## Sinopsi
El llibre narra la història d'un noi, Charlie Bucket, que viu en la pobresa en una petita casa que només té dues habitacions, amb els seus pares i avis. Els avis d'en Charlie viuen postrats en un gran llit. En Charlie és un noi bo, i que rep una única rajola de xocolata a l'any, pel seu aniversari.
Prop de la casa d'en Charlie es troba la fàbrica de xocolata més gran del món, propietat d'en Willy Wonka. El Sr. Wonka és el millor productor de xocolata i és el més inventiu i innovador del món.
En Willy Wonka, sorprenentment, decideix reobrir la seva fàbrica al públic, iniciant una loteria. Cinc rajoles de xocolata Wonka porten dins "Passis Daurats". Els cinc nois que els trobin i un membre de la seva família podran entrar a la fàbrica per a una visita, guiada pel mateix Willy Wonka.

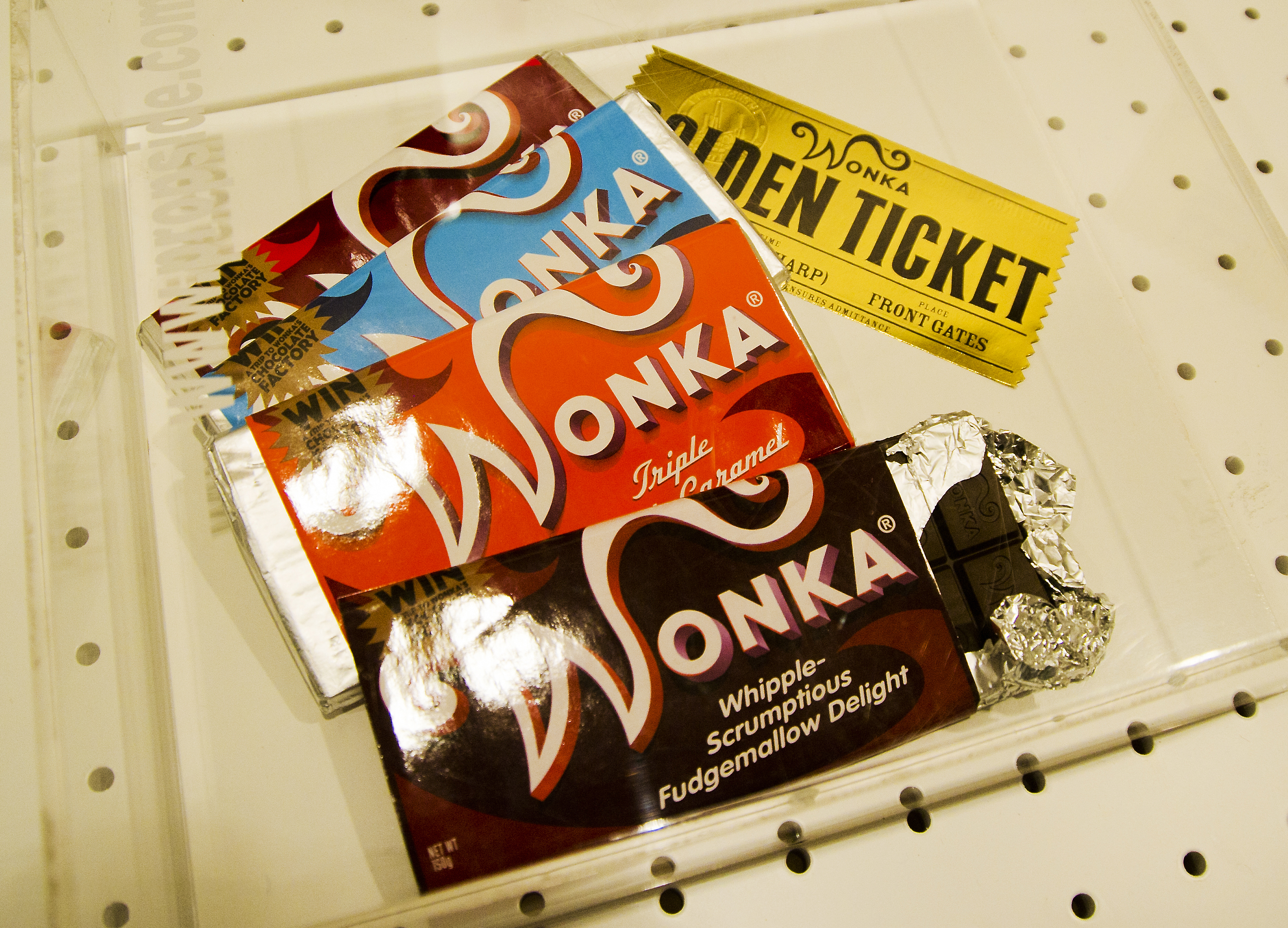
Embolcalls i tiquets originals de la pel·lícula de 2005. Exposats a ExpoSYFY (Sant Sebastià).

Mentre en Charlie va caminant pel carrer de tornada a casa seva, en un dia nevat, es troba amb una moneda de 50 penics i decideix comprar una rajola de xocolata; el bitllet daurat no hi és. En compra una altra amb els 45 penics que li quedaven i llavors troba el Passi Daurat, i ell i son avi Joe van a la fàbrica d'en Wonka, on descobreixen totes les creacions increïbles d'en Wonka -àdhuc alguns prototips que tenen efectes secundaris poc desitjables. Els altres quatre nois que troben l'entrada es porten malament i acaben en situacions estrambòtiques a causa de les quals han d'abandonar la visita.
N'Augustus Gloop, un noi molt gras, estava bevent d'un riu de xocolata, del qual estava prohibit beure, quan va caure-hi i fou absorbit per una de les canonades que donaven a la "Sala de crema de maduixes recobertes amb xocolata". La Violet Beauregarde, qui és amant dels xiclets, provà un tipus de xiclet experimental amb què es pot gaudir d'un sopar complet de tres plats i fou convertida en un nabiu gegant; per això l'han de portar a una infermeria perquè la tornin a la seva forma original (tot i que el color blauenc seria permanent). La Veruca Salt, una noia mimada els pares de la qual li donen tot el que vol, s'entestà en aconseguir un esquirol per ella i fou abocada a l'abocador d'escombraries pels esquirols entrenats per trobar "nous dolentes" en descobrir que Veruca en tenia una al seu cap. En Mike Teavee, que passa els seus dies assegut davant de la televisió veient-hi programes del vell oest, fou empetitit per una càmera de televisió dissenyada per repartir xocolates per televisió i fou enviat a la sala de l'estirador de caramel per restaurar-lo a la seva mida normal, però en Mike acaba sent un gegant després de sortir-ne.
Un cop dins de la fàbrica, en Wonka revela als seus convidats que els misteriosos treballadors de la fàbrica són els "Oompa Loompas", un grup de gent de la nació de Loompalàndia que acceptà treballar per a en Wonka a canvi d'una ració il·limitada de la seva menja més preuada: les llavors de cacau (l'ingredient principal de la xocolata). Al llarg del llibre, els Oompa Loompas s'agrupen per cantar sobre el mal comportament dels nens i sobre els efectes que això els produeix. Així mateix, cadascun dels nois representa un dels vicis que es poden observar en els nois d'aquella època. En Charlie és clarament presentat com un noi ideal, humil, amable i no mimat.
Al final de la història, quan només queda en Charlie a la fàbrica, és revelat que la loteria era una tàctica d'en Willy Wonka per escollir el seu successor. En Charlie, sent l'únic noi que quedava al final sense haver-se portat incorrectament, fou l'escollit, però refusà si s'havia de separar de la seva família; el que veritablement en Wonka descobrí fou que l'única persona que no volia la fàbrica era la que en la vida real no tenia res més que els seus éssers estimats. Per a ell, aquella era la pertinença més preuada.

## Altres obres de l'autor
- James i el préssec gegant
- Les bruixes
- Matilda
- Històries de fantasmes
- The Great Automatic Grammatizator